# (485894) 2012 FE52
Asteroide  2012 FE52 Descubierto por jóvenes estudiantes del colegio Pierre et Marie Curie (Managua, Nicaragua).

## Historia
El asteroide 2012 FE52 está ubicado en el Cinturón de Asteroides. Descubierto el día 30 de marzo del 2012, se encuentra localizado a una distancia estimada de 1.598 Unidades Astronómicas (1 Ua = distancia promedio entre la Tierra y el Sol = 150 millones de km aproximadamente) de la Tierra y con una magnitud de +16.
Fue encontrado por Othman Mazen Al-Khuffash El-Hajj, Jimmy Javier Hodgson González, Andrea de los Ángeles Rodríguez Gutiérrez, Uthman Muyahed Salama Khatab e Isadriana Zelaya Hurtado, astrónomos aficionados, estudiantes de la Escuela Universal Pierre y Marie Curie de Managua, Nicaragua.
Este descubrimiento forma parte del proyecto de Colaboración Internacional para la Búsqueda de Asteroides (IASC por sus siglas en inglés) de la Universidad Hardin-Simmons, de Texas, Estados Unidos, en su campaña anual enfocada en escuelas y centros educativos. En el año 2012 el grupo Astrónomos sin Fronteras (AWB por siglas en inglés) en coordinación con el departamento de Matemáticas y Astronomía de Hardin-Simmons, convocó el mes de la astronomía global (GAM por sus siglas en inglés), al que la Asociación Nicaragüense de Astrónomos aficionados (ANASA, por sus siglas en español) se sumó invitando a los estudiantes de la escuela Pierre y Marie Curie-Managua.

## Método de búsqueda
Los responsables de IASC enviaron a la Asociación Nicaragüense de Astrónomos aficionados varios grupos de fotografías del cielo estrellado, tomadas por distintos observatorios astronómicos del mundo, para su análisis y procesamiento. Usando el software Astrometrica, de origen austríaco, los jóvenes astrónomos revisaron miles de escenarios siderales, descubrieron un cuerpo celeste que se movía con dirección uniforme en el espacio, presentaba señales de ruido y con una magnitud estable.
El 2012 FE52 ha sido ingresado oficialmente en la lista de asteroides y se encuentra registrado en la base de datos del Centro de Planetas Menores de la Universidad de Harvard (MPC). Después de que haya pasado el tiempo necesario para confirmar que continúa orbitando, podrá ser bautizado con el nombre que sus descubridores escojan.